# Batcham
Batcham ist eine Gemeinde in Kamerun in der Region Ouest im Département Bamboutos. 

## Geografie
Batcham liegt etwa 10 Kilometer südlich der Bezirkshauptstadt Mbouda.

## Verkehr
Die Gemeinde liegt an der Provenzialstraße P31.